# Championnat de RDA de football (Bezirksliga) Chemnitz/Karl-Marx-Stadt
La Bezirksliga Chemnitz/Karl-Marx-Stadt fut une ligue de football à l’époque de l’ancienne RDA. Elle porta essentiellement le nom de Bezirksliga Karl-Marx-Stadt à la suite du changement de nom, en 1952, de la ville de Chemnitz. Celle-ci retrouva son appellation historique après la réunification allemande.
Elle couvrait le territoire du district (en Allemand:Bezirk) de Karl-Marx-Stadt. Elle était située, dans l’actuel Land de Saxe.
Durant 31 des 38 saisons de son existence, cette ligue représenta le 3e niveau de la hiérarchie du football est-allemand. De la fin de saison 1954-1955 au terme de la compétition 1962-1963, elle fut le 4e niveau, en raison de la création de la II. DDR-Liga.

## Histoire
Avec la création de la République démocratique allemande, en octobre 1949, une ligue supérieure de football avait été mise sur pied par les autorités communistes dès la saison 1948-1949. Lors du championnat suivant, la plus haute division fut renommée DDR-Oberliga.

Les 15 Bezirke (districts) de 1952 à 1990.

Un an après cette ligue supérieure, la « section football » du Deutscher Sportausschuß (DS) (le comité chargé de la gestion et du contrôle des activités sportives en RDA) décida de constituer un second niveau. Celui-ci fut dénommé DDR-Liga.
En dessous de ces deux premiers niveaux, le football resta structuré sur base de la subdivision administrative du pays en Länder (Brandebourg, Mecklembourg, Saxe, Saxe-Anhalt et Thuringe) auxquels s’ajoutait la zone de Berlin-Est, choisi comme capitale de l’État.
En 1952, les autorités communistes modifièrent le découpage administratif de l’Allemagne de l’Est. Les Länder furent remplacés par 15 districts (en allemand : Bezirk) : District de Berlin, Dresde, Karl-Marx-Stadt, Leipzig, Gera, Erfurt, Suhl, Halle, Magdeburg, Cottbus, Potsdam, Frankfort/Oder, Neubrandenbourg, Schwerin, Rostock.
La structure sportive suivit le mouvement avec la création au sein de chaque Bezirk d’une division la plus haute appelée Bezirksliga.
Sous chaque Bezirksliga se trouvèrent des Bezirksklasse (dont le nombre varia selon la grandeur du district concerné).
La plupart du temps, la Bezirksliga fut jouée sous forme d’une série unique, mais il arriva que certaines comportent, temporairement deux tableaux ou plus.

## Palmarès

### 1952 à 1955 "(niveau 3)"
| Ordre | Saison    | Champion                       | Nom actuel             | Promu | Remarques         |
| ----- | --------- | ------------------------------ | ---------------------- | ----- | ----------------- |
| 1     | 1952-1953 | BSG Chemie Glauchau            | VfB Glauchau           | Oui   | Promu en DDR-Liga |
| 2     | 1953-1954 | BSG Motor West Karl-Marx-Stadt | Disparu                | Oui   | promu en DDR-Liga |
| 3     | 1954-1955 | BSG Brand-Langenau             | SSV 91 Brand-Elbisdorf | Oui   | promu en DDR-Liga |

### Tour de transition (1955)
À la fin du championnat 1954-1955, les autorités est-allemandes décidèrent que les compétitions suivraient le modèle soviétique. C'est-à-dire qu’elles débutèrent au début du printemps et se terminèrent à la fin de l’automne de la même année calendrier. Durant l’automne 1955, il fut disputé un tour de transition (en Allemand: Übergangsrunde) sans montée ni descente. Ce système s’arrêta après la saison 1960. Les compétitions reprirent alors selon un schéma plus conventionnel à partir de la fin de l’été 1961, soit huit mois après la fin de la saison précédente.
| Ordre | Saison | Champion | Nom actuel | Promu | Remarques                       |
| ----- | ------ | -------- | ---------- | ----- | ------------------------------- |
| x     | 1955   | ???      |            |       | Pas de montant ou de descendant |

### 1956 à 1963 "(niveau 4)"
En 1955, en plus du passage au modèle soviétique, les dirigeants communistes scindèrent la DDR-Liga, directement supérieure aux Bezirksligen. Si dans l’esprit des politiciens la DDR-Liga n’était que partagée en deux, il était clair que chaque Bezirksliga devint de facto une Division 4.
À partir de la saison 1958 et jusqu’à sa dissolution auterme du championnat 1962-1963 la II. DDR-Liga directement supérieure compta 5 séries. Les 15 champions de Bezirksliga y furent directement promus. En dehors de cette période, un tour final entre les champions de Bezirksliga désigna les montants.
| Ordre | Saison    | Champion                         | Nom actuel          | Promu | Remarques                                    |
| ----- | --------- | -------------------------------- | ------------------- | ----- | -------------------------------------------- |
| 4     | 1956      | BSG Aktivist "Karl Marx" Zwickau | Disparu             | Non   |                                              |
| 5     | 1957      | BSG Wismut Plauen                | VFC Plauen          | Oui   | Promu en II. DDR-Liga                        |
| 6     | 1958      | BSG Wismut Rodewisch             | 1. FC Rodewisch     | Oui   | Promu en II. DDR-Liga                        |
| 7     | 1959      | BSG Motor Werdau                 | SV Rot-Weiss Werdau | Oui   | Promu en II. DDR-Liga                        |
| 8     | 1960      | BSG Motor West Karl-Marx-Stadt   | Disparu             | Oui   | Promu en II. DDR-Liga                        |
| 9     | 1961-1962 | BSG Einheit Reichenbach          | Reichenbacher FC    | Oui   | Promu en II. DDR-Liga avec son vice-champion |
| 10    | 1962-1963 | BSG Motor Zschopau               | BSG Motor Zschopau  | Non   |                                              |

### 1963 à 1991 "(niveau 3)"
À la suite de la dissolution de la II. DDR-Liga à la fin de la saison 1962-1963, chaque Bezirksliga redevint la Division 3.
À partir de la saison 1971-1972 et jusqu’au terme du championnat 1982-1983 la DDR-Liga directement supérieure compta 5 séries. Les 15 champions de Bezirksliga y furent directement promus. En dehors de cette période, un tour final entre les champions de Bezirksliga désigna les montants.
Pendant deux périodes, (de la saison 1962-1963 jusqu’à la fin du championnat 1967-1968 ; puis entre les compétitions 1980-1981 et 1983-1984, la Bezirksliga Karl-Marx-Stadt se joua en deux groupes. Les deux vainqueurs s’affrontèrent lors d’une finale pour désigner le champion (Bezirksmeister)
| Ordre | Saison    | Champion                                  | Nom actuel               | Promu | Remarques                                                    |
| ----- | --------- | ----------------------------------------- | ------------------------ | ----- | ------------------------------------------------------------ |
| 11    | 1963-1964 | BSG Motor WEMA Plauen                     | VFC Plauen               | Oui   | Promu en DDR-Liga                                            |
| 12    | 1964-1965 | BSG Brand-Langenau                        | SSV 91 Brand-Elbisdorf   | Non   |                                                              |
| 13    | 1965-1966 | BSG Motor West Karl-Marx-Stadt            | Disparu                  | Non   |                                                              |
| 14    | 1966-1967 | FC Karl-Marx-Stadt II                     | Chemnitzer FC            | Non   |                                                              |
| 15    | 1967-1968 | FC Karl-Marx-Stadt II                     | Chemnitzer FC            | Non   |                                                              |
| 16    | 1968-1969 | BSG Motor Werdau                          | SV Rot-Weiss Werdau      | Non   |                                                              |
| 17    | 1969-1970 | FC Karl-Marx-Stadt II                     | Chemnitzer FC            | Non   | Le vice-champion, BSG Chemie Glauchau, fut promu en DDR-Liga |
| 18    | 1970-1971 | BSG Motor Werdau                          | SV Rot-Weiss Werdau      | Oui   | Promu en DDR-Liga avec son vice-champion                     |
| 19    | 1971-1972 | FC Karl-Marx-Stadt II                     | Chemnitzer FC            | Oui   | Promu en DDR-Liga                                            |
| 20    | 1972-1973 | BSG Motor Germania Karl-Marx-Stadt        | TSV Germania Chemnitz 08 | Oui   | Promu en DDR-Liga                                            |
| 21    | 1973-1974 | BSG Wismut Aue II                         | FC Erzgebirge Aue        | Oui   | Promu en DDR-Liga                                            |
| 22    | 1974-1975 | FC Karl-Marx-Stadt II                     | Chemnitzer FC            | Oui   | Promu en DDR-Liga                                            |
| 23    | 1975-1976 | BSG Fortschritt Krumhermersdorf           | FSV Krumhermersdorf      | Oui   | Promu en DDR-Liga                                            |
| 24    | 1976-1977 | BSG Motor Ascota Karl-Marx-Stadt          | BSC Rapid Chemnitz       | Oui   | Promu en DDR-Liga                                            |
| 25    | 1977-1978 | BSG Motor "Fritz Heckert" Karl-Marx-Stadt | VfB Fortuna Chemnitz     | Oui   | Promu en DDR-Liga                                            |
| 26    | 1978-1979 | SG Sosa                                   | FSV Sosa                 | Oui   | Promu en DDR-Liga                                            |
| 27    | 1979-1980 | BSG Aufbau Krumhermersdorf                | FSV Krumhermersdorf      | Oui   | Promu en DDR-Liga                                            |
| 28    | 1980-1981 | BSG Motor Ascota Karl-Marx-Stadt          | BSC Rapid Chemnitz       | Oui   | Promu en DDR-Liga                                            |
| 29    | 1981-1982 | ASG Vorwärts Plauen                       | Disparu                  | Oui   | Wittenberge fut promu                                        |
| 30    | 1982-1983 | BSG Aufbau Krumhermersdorf                | FSV Krumhermersdorf      | Oui   | Promu en DDR-Liga                                            |
| 31    | 1983-1984 | FC Karl-Marx-Stadt II                     | Chemnitzer FC            | Non   |                                                              |
| 32    | 1984-1985 | BSG Wismut Aue II                         | FC Erzgebirge Aue        | Oui   | Promu en DDR-Liga                                            |
| 33    | 1985-1986 | BSG Aufbau Krumhermersdorf                | FSV Krumhermersdorf      | Non   |                                                              |
| 34    | 1986-1987 | BSG Motor "Fritz Heckert" Karl-Marx-Stadt | VfB Fortuna Chemnitz     | Non   |                                                              |
| 35    | 1987-1988 | BSG Motor "Fritz Heckert" Karl-Marx-Stadt | VfB Fortuna Chemnitz     | Oui   | Promu en DDR-Liga                                            |
| 36    | 1988-1989 | BSG Aufbau DKK Krumhermersdorf            | FSV Krumhermersdorf      | Oui   | Promu en DDR-Liga                                            |
| 37    | 1989-1990 | BSG Motor Zschopau                        | BSG Motor Zschopau       | Oui   | Promu en Landesliga Sachsen                                  |
| 38    | 1990-1991 | FC Wismut Aue II                          | FC Erzgebirge Aue        | Non   | Le SG Motor Thurm, 4e, fut promu en Landesliga Sachsen       |

## Classements des champions

Ancien logo du FC Karl-Marx-Stadt

Dix-sept entités différentes remportèrent le titre de la Bezirksliga Karl-Marx-Stadt. L'équipe "Réserves" du FC Karl-Marx-Stadt fut la plus titrée.
| Ordre | Clubs                                     | Nom actuel               | Titres | Autres appellations |
| ----- | ----------------------------------------- | ------------------------ | ------ | --- |
| 1     | FC Karl-Marx-Stadt II                     | Chemnitzer FC            | 6      | créé en 1945 comme SG Chemnitz-West, le club devint la BSG FEWA Chmenitz en 1948. Renommé BSG Nagema Chemnitz en 1950, il deviont la BSG Stahlwerk Chemnitz en 1951 qui s'adapata en BSG Stahlwerk Karl-Marx-Stadt après que la ville de Chemnitz eut été rebaptisée Karl-Marx-Stadt. Devenu leSC Karl-Marx-Stadt en 1956, le club prit le nom de FC Karl-Marx-Stadt en 1966. Après 1990, il prit le nom de Chemnitzer FC |
| 2     | Fortschritt/Aufbau Krumhermersdorf        | FSV Krumhermersdorf      | 5      | SG Krumhermersdorf qui devint la BSG Fortschritt Krumhermersdorf en 1950 et fut renommé BSG Aufbau Krumhermersdorf en 1979, puis BSG Aufbau DKK Krumhermersdorf en 1985. En 1991, le club prit le nom de FSV Krumhermersdorf. |
| 3     | BSG Motor "Fritz Heckert" Karl-Marx-Stadt | VfB Fortuna Chemnitz     | 3      | créé en 1946 comme SG Chemnitz-Schloss puis BSG HuSV Chemnitz puis BSG Motor Fritz Heckert Karl-Marx-Stadt puis Chemnitzer SV Heckert après 1990. En avril 2005, le club fusionna avec le SV Fortuna Furth Glösa pour former le VfB Fortuna Chemnitz. |
| 4     | BSG Motor West Karl-Marx-Stadt            | Disparu                  | 3      | créé en 1945 comme SG Chemnitz-West, qui devint en 1950 BSG Nagema Chemnitz.Son appellation changea en Stahl West Chemnitz, puis en BSG Motor Chemnitz West et enfin BSG Motor West Karl-Marx-Stadt en 1953. En 1958, l'équipe fut donnée au SC Motor Karl-Marx-Stadt et le BSG Motor West en devint l'équipe Réserves. Le cercle fut dissous en 1972. Une partie du BSG Motor West Karl-Marx-Stadt passa au BSG Motor Ascota Karl-Marx-Stadt. |
| 5     | BSG Motor Werdau                          | SV Rot-Weiss Werdau      | 3      | créé en 1946 comme SG Reichsbahn Werdau, le club connu d'autres appellations jusqu'en 1950 comme BSG Ernst Grube Werdau et BSG Lowa Werdau. En 1951, il devint le BSG Motor Werdau. Après 1990, le club devint le SV Rot-Weiss Werdau. |
| 6     | BSG Wismut Aue II                         | FC Erzgebirge Aue        | 2      | créé comme SG Aue en 1946. Renommé BSG Pneumatik Aue en 1948. À l'été 1950, le club devint la BSG Zentra Wismut Aue, puis en 1951, la BSG Wismut Aue. De 1954 à 1963, le club fut déménagé et devint le SC Wismut Karl-Marx-Stadt. Le club retrouva son appellation de BSG Wismut Aue de 1963 à 1990 quand il devint le FC Wismut Aue. En 1993, il prit le nom de FC Erzgebirge Aue. |
| 7     | BSG Brand-Langenau                        | SSV 91 Brand-Elbisdorf   | 2      | en 1990 fut renommé BSV 90 Brand-Erbisdorf puis en 1991 fusionna avec BSG Narva Brand-Erbisdorf et BSG Traktor Brand-Erbisdorf pour former le SSV 91 Brand-Erbisdorf. |
| 8     | BSG Motor Ascota Karl-Marx-Stadt          | BSC Rapid Chemnitz       | 2      | créé comme BSG Motor Astra Chemnitz qui s'adapta en BSG Motor Astra Karl-Marx-Stadt, après que la ville de Chemnitz eut été rebaptisée Karl-Marx-Stadt. En 1965, le club devint la BSG Motor Ascota Karl-Marx-Stadt. En 1972, il récupéra les joueurs du BSG Motor West Karl-Marx-Stadt dissous. En 1990, le club prit le nom de TuS Ascota Chemnitz. En 1997, il fusionn avec le BSC Altchemnitz (ancien BSG Motor Modul KM-Stadt) pour former le Altchemnitzer BSC 97. En 2001, une nouvelle fusion avec le Rapid Kappel (ancien BSG Chemie KM-Stadt) formar le BSC Rapid Chemnitz. |
| 9     | Wismut/Motor WEMA Plauen                  | VFC Plauen               | 2      | créé en 1945 comme SG Plauen-Süd, il changea plusieurs fois de forme et de nom: ZSG Zellwolle Plauen' (1949), BSG Rotation Plauen (1950). Il fusionna avec le BSG Sachsenverlag Plauen. En 1954, il devint le BSG Wismut Plauen. Il fut ensuite le BSG Motor WEMA Plauen. Après 1990, le cercle redevint le 1. VFC 1990 Plauen. |
| 10    | BSG Motor Zschopau                        | BSG Motor Zschopau       | 2      | créé en 1946 comme SG Zschopau, le club devint BSG Motor Zschopau en 1950. En 1990, il fut renommé SpVgg Zschopau. En 1995, il fut renommé Zschopauer FC puis en 2005 reprit l'appellation de BSG Motor Zschopau. |
| 11    | BSG Motor Germania Karl-Marx-Stadt        | TSV Germania Chemnitz 08 | 1      | SG Blau-Weiss Altchemnitz puis BSG Stahl Süd Chemnitz puis BSG Motor Germania Chemnitz adapté en BSG Motor Germania Chemnitz après que la ville de Chemnitz eut été rebaptisée Karl-Marx-Stadt. Après 1990, le club devint le SV Germania Chemnitz qui le 01/07/2008 fusionna avec le TSV 1950 Chemnitz (fondé en 1950 comme BSG Motor Spinnbau Chemnitz/KM-Stadt) pour former le TSV Germania Chemnitz 08. |
| 12    | BSG Aktivist "Karl Marx" Zwickau          | Disparu                  | 1      | créé en 1949 comme SG Zwickau Mitte puis devint BSG Aktivist Steinkohle Zwickau. En 1951, le club devint le BSG Aktivist Karl Marx Zwickau. Le club disparut en 1968 en fusionnant avec le BSG Motor Zwickau pour former BSG Sachsenring Zwickau. |
| 13    | BSG Chemie Glauchau                       | VfB Glauchau             | 1      | |
| 14    | ASG Vorwärts Plauen                       | Disparu                  | 1      | |
| 15    | BSG Einheit Reichenbach                   | Reichenbacher FC         | 1      | SG Reichenbach qui devint BSG Einheit Reichenbach en 1951. En 1966, le club devint le SG Blau-Weiss Reichenbach. En 1995, il devint le Reichenbacher FC. |
| 16    | BSG Wismut Rodewisch                      | 1. FC Rodewisch          | 1      | créé comme SG Rodewisch en 1945 qui devint BSG Wismut Rodewisch en 1953. En 1962, il fusionna avec le BSG Fortschritt Rodewisch pour former le TSG Rodewisch.Après 1990, le club devint le TSV Rodewisch puis en 1993, il reprit son nom historique de 1. FC Rodewisch. |
| 17    | SG Sosa                                   | FSV Sosa                 | 1      | créé en 1945 comme SG Sosa devint en 1948, la BSG Torpedo Sosa puis en 1951, la BSG Fortuna Sosa par la suitte, le club devint l'ISG Sosa puis SG Sosa. En 1981, le club devint la BSG Empor Sosa. Après 1990, le club prit le nom de SV 1899 Sosa. En 1994, la section football devint indépendante sous l'appellation FSV Sosa. |